# Катар на Светском првенству у атлетици на отвореном 2023.
Катар је учествовао на 19. Светском првенству у атлетици на отвореном 2023. одржаном у Будимпешти од 19. до 27. августа деветнаести пут, односно, учествовао је на свим првенствима до данас. Репрезентацију Катара представљала су 3 такмичара  који су се такмичили у 3 дисциплине.,
На овом првенству Катар је по броју освојених медаља делио 39. место са 1 освојеном бронзаном медаљом.. У табели успешности према броју и пласману такмичара који су учествовали у финалним такмичењима (првих 8 такмичара) Катар је са 1 учесником у финалу делио 54. место са 6 бодова.
| Плас. | Земља | 1. место | 2. место | 3. место | 4. место | 5. место | 6. место | 7. место | 8. место | Бр. финал. | Бод. |
| ----- | ----- | -------- | -------- | -------- | -------- | -------- | -------- | -------- | -------- | ---------- | ---- |
| =54.  | Катар | 0        | 0        | 1        | 0        | 0        | 0        | 0        | 0        | 1          | 6    |

## Учесници
Мушкарци:
- Басем Хемеида — 400 м препоне
- Мутаз Еса Баршим — Скок увис
- Моаз Мухамед Ибрахим — Бацање диска

## Освајачи медаља (1)

### Бронза (1)
- Мутаз Еса Баршим — Скок увис

## Резултати

### Мушкарци
| Атлетичар            | Дисциплина   | Лични рекорд | Квалификације  | Квалификације | Полуфинале           | Полуфинале | Финале               | Финале       | Детаљи |
| Атлетичар            | Дисциплина   | Лични рекорд | Резултат       | Место         | Резултат             | Место      | Резултат             | Место        | Детаљи |
| -------------------- | ------------ | ------------ | -------------- | ------------- | -------------------- | ---------- | -------------------- | ------------ | ------ |
| Басем Хемеида        | 100 м        | 45,94 НР     | 49,50(.495) КВ | 3. у гр. 3    | 49,50                | 7. у гр. 1 | Није се квалификовао | 21 / 41 (43) |        |
| Мутаз Еса Баршим     | Скок увис    | 2,43 НР      | 2,28 кв        | 1. у гр. Б    |                      |            | 2,33                 |              |        |
| Моаз Мухамед Ибрахим | Бацање диска | 63,26        | 60,40          | 17. у гр. А   | Није се квалификовао | 31 / 35    |                      |              |        |